# Horismenus mexicanus
Horismenus mexicanus is een vliesvleugelig insect uit de familie Eulophidae. De wetenschappelijke naam is voor het eerst geldig gepubliceerd in 1968 door Burks.